# Căldările Zăbalei - Zârna Mică - Răoaza
Căldările Zăbalei - Zârna Mică este o arie naturală de interes național ce corespunde categoriei a IV-a IUCN (rezervație naturală de tip mixt) situată în județul Vrancea, pe teritoriul administrativ al comunei Nereju.

## Localizare
Aria naturală cu o suprafață de 350 hectare se află în Munții Vrancei (grupare muntoasă a Carpaților de Curbură la o altitudine medie de 1.100 m, în partea vestică a județului Vrancea, aproape de limita cu județul Buzău, pe cursul superior al Zăbalei, la confluența acesteia cu râul Zârna Mare.

## Descriere

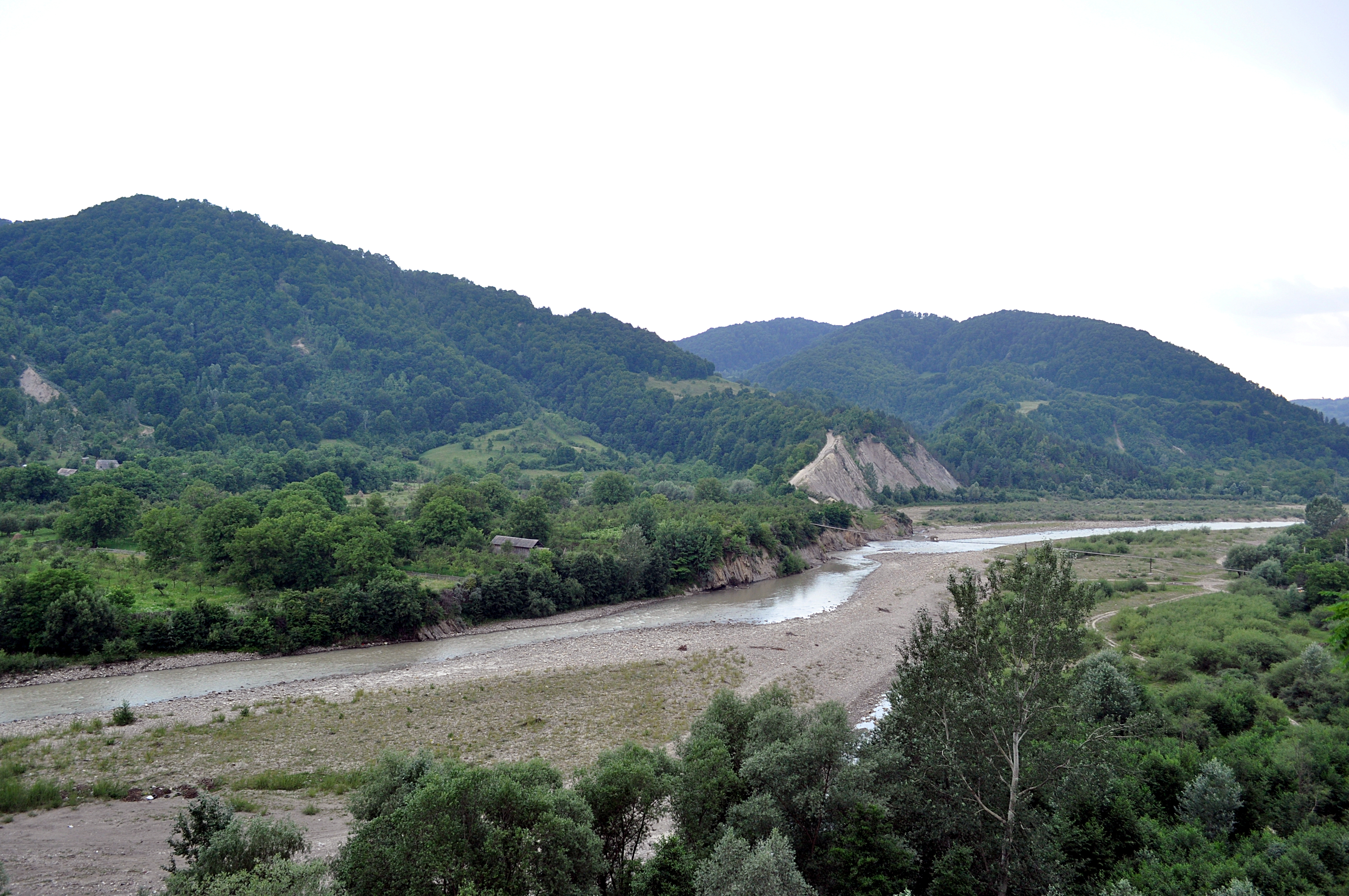
Râul Zăbala la Năruja

Rezervația naturală a fost declarată arie protejată prin Legea Nr.5 din 6 martie 2000 (privind aprobarea Planului de amenajare a teritoriului național - Secțiunea a III-a - zone protejate) și reprezintă arie montană unde sunt prezente mai multe tipuri de habitate (păduri de fag, fânețe montane), cu o deosebită importanță floristică, faunistică, higrogeomorfologică și peisagistică din Carpații Orientali. 